# Noordelijk kampioenschap voetbal
Het Noordelijk kampioenschap voetbal was de voormalige hoogste voetbalcompetitie in het noorden van  Nederland, gevormd door verenigingen uit Drenthe, Friesland en Groningen. In 1895 werd voor de eerste maal een noordelijk kampioenschap georganiseerd  door de NVB (later KNVB). In 1894 was LAC Frisia als eerste vereniging in het noorden toegetreden tot de NVB. Met de toetreding van Be Quick en Achilles 1894 in 1895 kon er een competitie georganiseerd worden. In 1894/95 werd er weliswaar een noordelijke competitie georganiseerd met als deelnemers LAC Frisia en het Zwolse ZAC, maar deze telt niet officieel mee als noordelijk kampioenschap. De strijd om het noordelijk kampioenschap duurde tot en met 1950, waarna de KNVB voor de eerste klassen over ging op een bovenregionale competitieindeling. Alle noordelijke verenigingen werden in dat jaar ondergebracht in de eerste klasse A. Alleen Go Ahead en Zwolsche Boys kwamen niet uit het noorden. Vandaar dat dit seizoen vaak, ten onrechte, als het laatste jaar van het noordelijk kampioenschap wordt gezien.
In 1954 betekende de invoering van het betaald voetbal in Nederland het einde van de bovenregionale divisies. Na decennialang overleg over de invoering van een landelijke competitie kwam in 1956 de eredivisie tot stand. Van de voormalige deelnemers aan de strijd om het noordelijk kampioenschap was alleen GVAV in staat zich hier voor te plaatsen.
Tot 1986 was GVAV de enige club uit Noord-Nederland die meerdere seizoenen in de eredivisie speelde (vanaf 1971 onder de nieuwe naam FC Groningen). In 1986 promoveerde SC Veendam als tweede club uit Noord-Nederland naar de eredivisie.
In 1990 promoveerde SC Heerenveen als eerste club uit Friesland naar de eredivisie en in 1992 volgde ook SC Cambuur. In 2018 promoveerde met FC Emmen ook de eerste club uit Drenthe naar de eredivisie. FC Emmen was na Achilles 1894 in 1939 pas de tweede club uit Drenthe die in de competitie om het landskampioenschap mocht spelen.

## Bijzonderheden
Tot en met 1916 was de tweede klasse de hoogste competitie in het noorden. Het noordelijk kampioenschap gaf dan ook geen recht op deelname aan de kampioenscompetitie waarin de regionale kampioenen om het nationale kampioenschap streden. Aan het eind van het seizoen 1915/16 promoveerden alle noordelijke tweede klassers naar de nieuw gevormde eerste klasse. Na het westen (1890), het oosten (1897) en het zuiden (1913) had nu ook het noorden zijn eerste klasse. Vanaf het seizoen 1916/17 mocht de kampioen van het noorden dan ook deelnemen aan het landskampioenschap. In 1920 werd de eerste en enige landstitel voor een noordelijke vereniging behaald door Be Quick. In 1934 werd de KNVB beker gewonnen door Velocitas.
Be Quick heeft het recordaantal van tien achtereenvolgende regionale kampioenschappen behaald. In geen van de  andere districten is een andere vereniging erin geslaagd hetzelfde te presteren.
Be Quick is vanaf de nederlaag tegen Achilles 1894 op 14 oktober 1917 tot en met de nederlaag tegen LVV Friesland op 15 oktober 1922 gedurende vijf jaar achtereen ongeslagen gebleven in de strijd om het noordelijk kampioenschap. Ook dit is een Nederlands record.
In het seizoen 1919/20 bereikte Be Quick als eerste vereniging in Nederland de grens van 100 doelpunten in de eerste klasse. Aan het eind van de noordelijke competitie had Be Quick 101 doelpunten gemaakt in 16 wedstrijden, dat is gemiddeld meer zes doelpunten per wedstrijd. Om hetzelfde gemiddelde te behalen in 34 Eredivisiewedstrijden zijn 215 doelpunten benodigd.
International Abe Lenstra van VV Heerenveen werd in 1951 verkozen tot eerste Sportman van het jaar, ook het jaar daarop kreeg hij deze onderscheiding. Aan de hand van hem behaalde Heerenveen negen kampioenschappen op rij en werd het tweemaal bijna landskampioen.

### Noordelijk kampioen voetbal
| Seizoen | Winnaar       |
| ------- | ------------- |
| 1895/96 | Be Quick      |
| 1896/97 | Be Quick      |
| 1897/98 | Achilles 1894 |
| 1898/99 | Achilles 1894 |
| 1899/00 | Achilles 1894 |
| 1900/01 | Achilles 1894 |
| 1901/02 | Achilles 1894 |
| 1902/03 | Achilles 1894 |
| 1903/04 | LAC Frisia    |
| 1904/05 | Achilles 1894 |
| 1905/06 | Be Quick      |
| 1906/07 | Achilles 1894 |
| 1907/08 | LAC Frisia    |
| 1908/09 | LAC Frisia    |
| 1909/10 | WVV           |
| 1910/11 | LAC Frisia    |
| 1911/12 | Achilles 1894 |
| 1912/13 | Forward       |
| 1913/14 | Achilles 1894 |
| 1914/15 | Be Quick      |
| 1915/16 | Be Quick      |
| 1915/17 | Be Quick      |
| 1917/18 | Be Quick      |
| 1918/19 | Be Quick      |
| 1919/20 | Be Quick      |
| 1920/21 | Be Quick      |
| 1921/22 | Be Quick      |
| 1922/23 | Be Quick      |
| 1923/24 | Be Quick      |
| 1924/25 | LAC Frisia    |

| Seizoen       | Winnaar                                                                       |
| ------------- | ----------------------------------------------------------------------------- |
| 1925/26       | Be Quick                                                                      |
| 1926/27       | Velocitas                                                                     |
| 1927/28       | Velocitas                                                                     |
| 1928/29       | Velocitas                                                                     |
| 1929/30       | Velocitas                                                                     |
| 1930/31       | Velocitas                                                                     |
| 1931/32       | Veendam                                                                       |
| 1932/33       | Velocitas                                                                     |
| 1933/34       | Velocitas                                                                     |
| 1934/35       | Velocitas                                                                     |
| 1935/36       | Be Quick                                                                      |
| 1936/37       | Be Quick                                                                      |
| 1937/38       | Be Quick                                                                      |
| 1938/39       | Achilles 1894                                                                 |
| 1939/40       | GVAV                                                                          |
| 1940/41       | Be Quick                                                                      |
| 1941/42       | VV Heerenveen                                                                 |
| 1942/43       | VV Heerenveen                                                                 |
| 1943/44       | VV Heerenveen                                                                 |
| 1944/45       | geen competitie in verband met Tweede Wereldoorlog                            |
| 1945/46       | VV Heerenveen                                                                 |
| 1946/47       | VV Heerenveen                                                                 |
| 1947/48       | VV Heerenveen                                                                 |
| 1941/49       | VV Heerenveen                                                                 |
| 1949/50       | VV Heerenveen                                                                 |
| 1950 t/m 1954 | Competitie werd georganiseerd met verenigingen uit andere delen van het land. |
| 1954/55       | start betaald voetbal in Nederland                                            |

### Aantal titels per club
| Club          | Titels |
| ------------- | ------ |
| Be Quick      | 18     |
| Achilles 1894 | 11     |
| VV Heerenveen | 8      |
| Velocitas     | 8      |
| LAC Frisia    | 5      |
| Forward       | 1      |
| GVAV          | 1      |
| Veendam       | 1      |
| WVV           | 1      |